# 曼达卢永
曼达卢永，菲律賓華人译作萬拉俞央（闽南语白話字：Bān-la-lû-iong），是菲律宾马尼拉大都会的城市之一，处于马尼拉大都会区域的地理中心，西部与马尼拉市接壤。1994年2月9日升级为市，於2010年人口为328,699人，下辖27个镇。亚洲开发银行和生力集团的总部位于此地。